# Brett Leonard
Brett Leonard (n. 14 mai 1959, Toledo, Ohio, SUA) este un regizor de film și producător american. Este specializat în genurile SF și de groază. Câteva dintre filmele sale, cum ar fi Omul care tunde iarba (1992) și Virtuozitate (1995), conțin animații și efecte vizuale inovatoare.

## Filmografie

### Film
| An   | Titlu                                           | Regizor | Scenarist | Producător | Notes      |
| ---- | ----------------------------------------------- | ------- | --------- | ---------- | ---------- |
| 1989 | The Dead Pit                                    | Da      | Da        | Nu         | Și monteur |
| 1992 | The Lawnmower Man                               | Da      | Da        | Nu         |            |
| 1995 | Hideaway                                        | Da      | Nu        | Nu         |            |
| 1995 | Virtuosity                                      | Da      | Nu        | Nu         |            |
| 1998 | T-Rex: Back to the Cretaceous                   | Da      | Nu        | Nu         |            |
| 2005 | Man-Thing                                       | Da      | Nu        | Nu         |            |
| 2005 | Feed                                            | Da      | Nu        | Nu         |            |
| 2007 | Highlander: The Source                          | Da      | Nu        | Nu         | Film TV    |
| 2009 | Truth?                                          | Da      | Da        | Nu         |            |
| 2012 | The Other Country – Starring Burlap to Cashmere | Da      | Da        | Da         |            |
| 2021 | Triumph                                         | Da      | Nu        | Nu         |            |

### Documentare
| An   | Titlu                             | Regizor | Scenarist | Producător |
| ---- | --------------------------------- | ------- | --------- | ---------- |
| 1999 | Siegfried & Roy: The Magic Box    | Da      | Da        | Nu         |
| 2002 | Texas                             | Nu      | Nu        | Da         |
| 2009 | Hole in the Head: A Life Revealed | Da      | Da        | Nu         |
| 2014 | Take Me to the River              | Nu      | Nu        | Da         |

### Roluri ca actor
| An   | Titlu                          | Rol                    | Note        |
| ---- | ------------------------------ | ---------------------- | ----------- |
| 1988 | Killer Klowns from Outer Space | Klown Performer        | nemenționat |
| 1989 | The Dead Pit                   | Bearded Mental Patient | nemenționat |
| 2005 | Man-Thing                      | Val Mayerick           |             |

### Videoclipuri
| An   | Titlu                 | Artist                            |
| ---- | --------------------- | --------------------------------- |
| 1990 | "Step Off"            | MC Twist                          |
| 1993 | "Kiss That Frog"      | Peter Gabriel                     |
| 1993 | "Shock to the System" | Billy Idol                        |
| 1993 | "Heroin"              | Billy Idol                        |
| 2003 | "If U Want Me"        | Michael Woods feat. Imogen Bailey |
| 2004 | "Play"                | Peter Gabriel                     |